# Jožko Kavalar
Jožko Kavalar, slovenski smučarski tekač, * 9. maj 1968, Rateče.
Kavalar je za Slovenijo nastopil na Zimskih olimpijskih igrah 1992 v Albertvillu, kjer je nastopil v teku na 10 km, 30 km, 50 km in v zasledovalnem teku na 10 km. 